# Fidan Aliti
Fidan Aliti (Preshevë, Kosovo, 3 de octubre de 1993) es un futbolista kosovar. Juega de defensa y su equipo es el Alanyaspor de la Superliga de Turquía.

## Selección nacional
Ha sido internacional con la selección de Albania dos veces y con la selección de Kosovo en 60 ocasiones.

## Clubes
| Club                   | País     | Año       | Partidos | Goles |
| ---------------------- | -------- | --------- | -------- | ----- |
| B. S. C. Old Boys      | Suiza    | 2011-2013 |          |       |
| F. C. Lucerna          | Suiza    | 2013-2015 | 18       | 0     |
| F. C. Sheriff Tiraspol | Moldavia | 2015-2016 | 12       | 0     |
| N. K. Slaven Belupo    | Croacia  | 2016-2017 | 24       | 0     |
| Skënderbeu Korçë       | Albania  | 2017-2019 | 59       | 2     |
| Kalmar FF              | Suecia   | 2019-2020 | 53       | 6     |
| F. C. Zürich           | Suiza    | 2020-2023 | 108      | 3     |
| Alanyaspor             | Turquía  | 2023-     | 73       | 1     |

## Palmarés

### Títulos nacionales
| Título                        | Club                   | País     | Año     |
| ----------------------------- | ---------------------- | -------- | ------- |
| División Nacional de Moldavia | F. C. Sheriff Tiraspol | Moldavia | 2015-16 |
| Superliga de Albania          | Skënderbeu Korçë       | Albania  | 2017-18 |
| Copa de Albania               | Skënderbeu Korçë       | Albania  | 2017-18 |
| Supercopa de Albania          | Skënderbeu Korçë       | Albania  | 2018    |
| Superliga de Suiza            | F. C. Zürich           | Suiza    | 2021-22 |